# Aqueduc Saint-Clément
L'aqueduc Saint-Clément est un aqueduc situé sur les communes de Montpellier, Montferrier-sur-Lez et Saint-Clément-de-Rivière dans le département français de l'Hérault en région Occitanie.

## Localisation
L'aqueduc Saint-Clément se compose de deux branches, qui se rejoignent sur la commune de Saint Clément de Rivière  au Mescladou : la première part de la Grande Source de Saint-Clément-de-Rivière et la seconde de  la source du Lez via la source historique dite du Boulidou. Les deux vont jusqu'au château d'eau de la promenade du Peyrou à Montpellier, en passant par Montferrier-sur-Lez.  

## Histoire
Depuis le XIIIe siècle, plusieurs projets sont élaborés afin d'acheminer de l'eau issue de sources extérieures à Montpellier vers la ville.
En 1751, la décision est prise, par le conseil de ville de Montpellier, de construire un aqueduc entre Saint-Clément-de-Rivière et la Promenade du Peyrou à Montpellier.
Il est bâti entre 1753 et 1765 afin d'alimenter la ville de Montpellier en eau. C'est Henri Pitot, ingénieur en hydraulique français, qui est chargé de sa réalisation. 
La partie de l'aqueduc située entre le pont du château d'eau du Peyrou et le réservoir des Arcades, y compris ce réservoir, est inscrite au titre des monuments historiques par arrêté du 9 mars 1954, inscription remplacée par l'inscription totale de l'aqueduc par arrêté du 22 juillet 2022. Le pont-aqueduc situé sur les communes de Saint-Clément-de-Rivière et Montferrier-sur-Lez est inscrit le 19 août 1994.

## Architecture
Pitot s'inspire de l'architecture du pont du Gard pour la structure des ponts-aqueducs : deux séries d'arches superposées, de grandes arches supportant de plus petites. La faible portée des petites arches réduit le risque de fissuration et d'infiltration. D'une longueur totale de 14 kilomètres, l'aqueduc capte les eaux de Saint-Clément-de-Rivière et les achemine jusqu'au château d'eau de la promenade du Peyrou, point le plus haut de la ville de Montpellier. 
Sur cette distance, plusieurs constructions monumentales sont érigées et en particulier l'ouvrage sur la Lironde, un affluent du Lez, inscrit à l'inventaire des monuments historiques, ainsi que l'ouvrage s'étirant sur plus de 800 mètres dans le quartier des Arceaux à Montpellier (la forme des arches de l'aqueduc ayant donné son nom à ce quartier). Le pont-aqueduc du quartier des Arceaux est composé de 53 grandes arches de 8 mètres d'ouverture et de 183 petites arches de 2,78 mètres d'ouverture, le tout sur une hauteur d'environ 28 mètres en son point le plus élevé. 
Initialement, le débit constaté à l'arrivée de l'eau sur la promenade du Peyrou était de 25 litres par seconde.

## Galerie

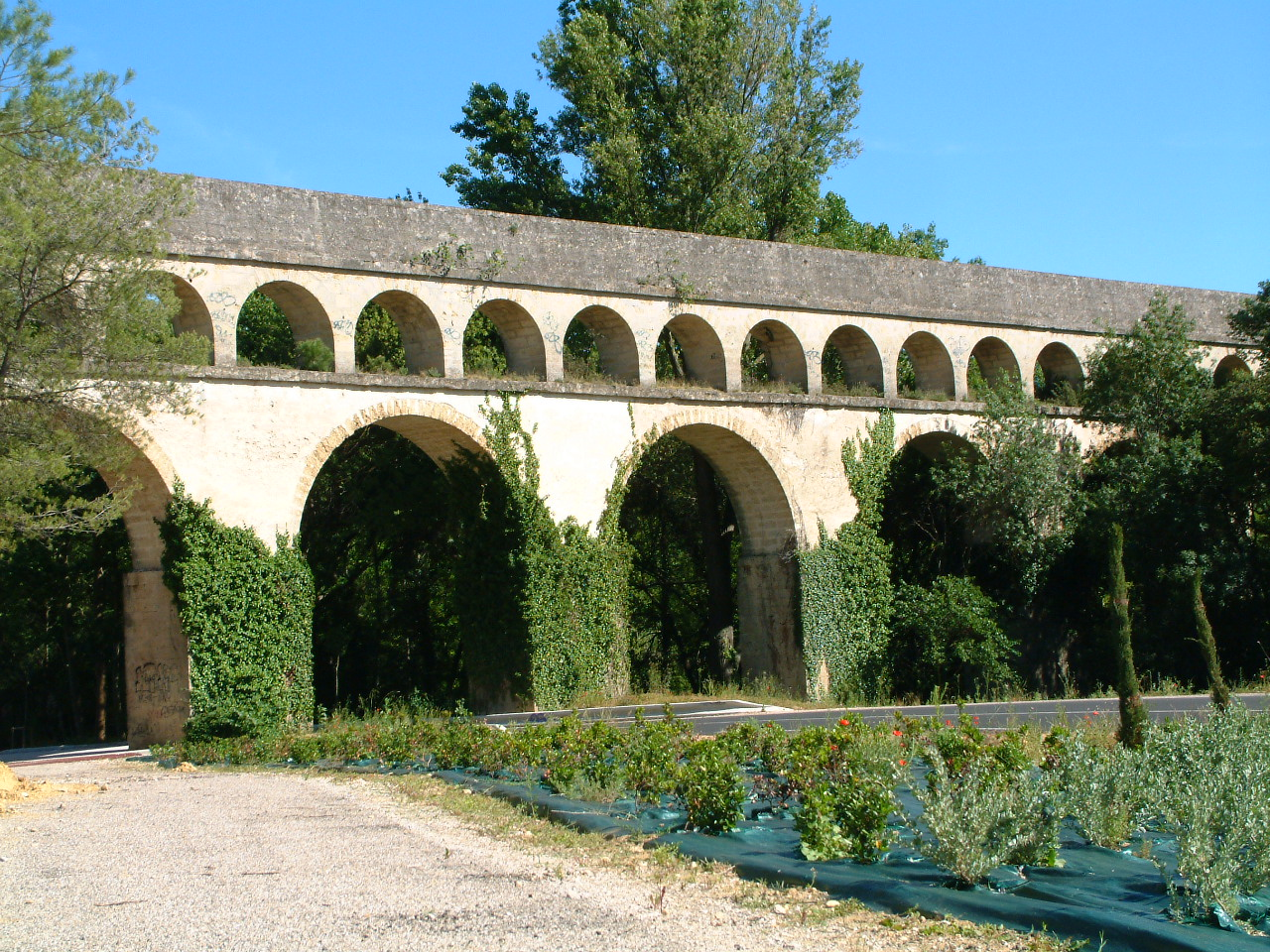
Pont-aqueduc sur la Lironde à Saint-Clément
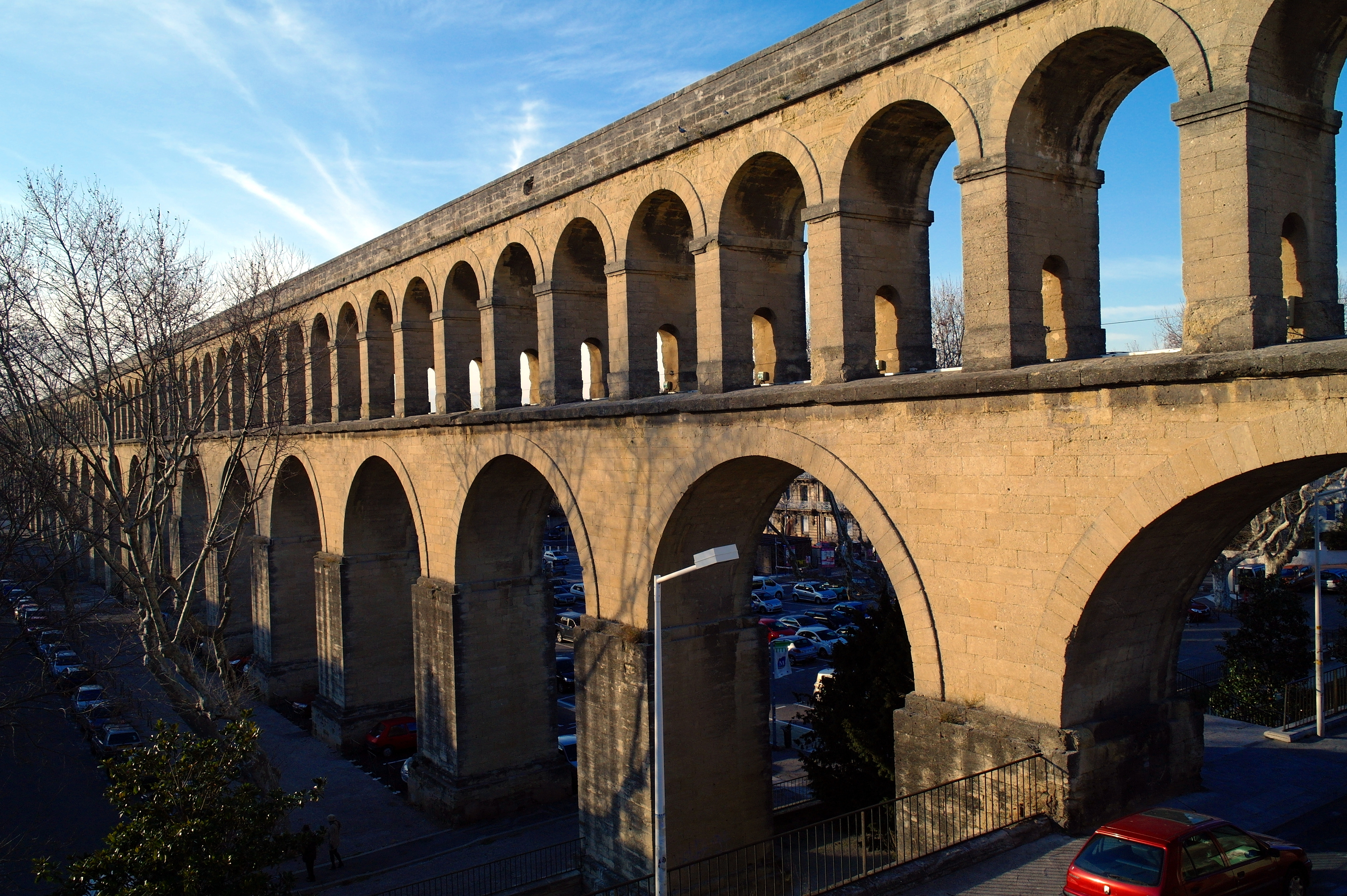
Aqueduc à Montpellier
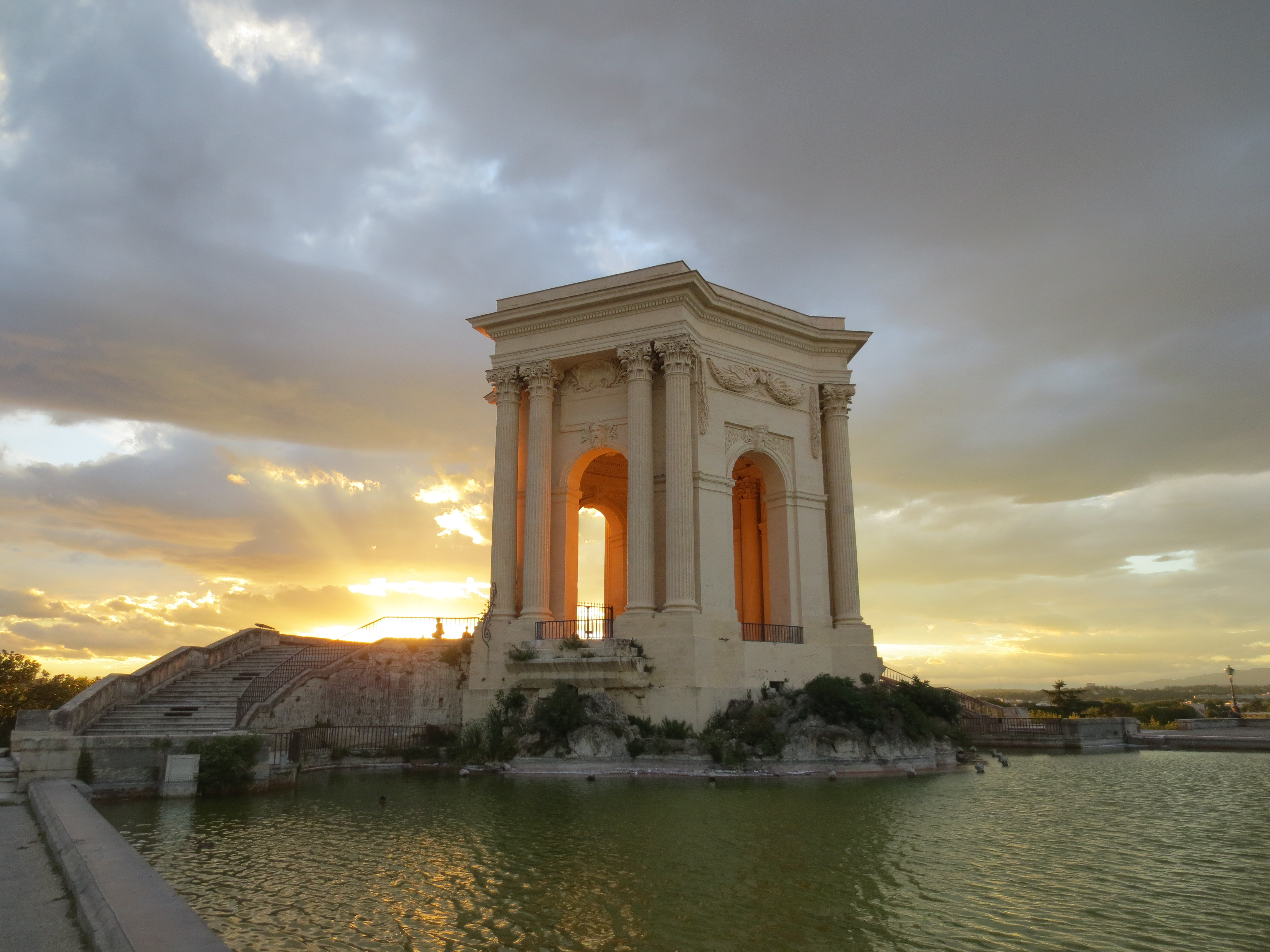
Château d'eau et bassin à l'arrivée de l'aqueduc à Montpellier
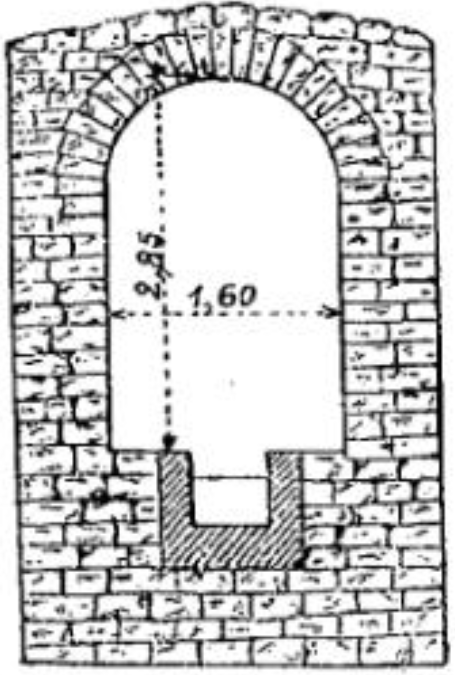
Schéma de la canalisation de l'aqueduc